# Automolodes vacuna
Automolodes vacuna là một loài bướm đêm trong họ Geometridae.